# 环城北路 (宁波)
环城北路，是浙江省宁波市的一条东西向城市主干道，因系宁波市外环线北段而得名，起点位于环城西路、青林渡路交叉口，西接新星路，终点位于东昌路、世纪大道交叉口，东接风华路，全长7.51公里:986，1996年起以人民路为界分为西段及东段:159，1982年建江北大河至倪家堰路段，1986年建运河桥至倪家堰路段，1989年建北郊路至柏树桥段，1990年连通环城西路:567，1992年建孔浦桥至常洪段，1994年建孔浦桥至2号桥段:207，1998年建三期（倪家堰路至大闸路段）工程:168，2001年改建翠柏路至环城西路段:986，2006年拓宽姚江大桥至翠柏路段，2007年完工，2017年改造姚江大桥至常洪隧道段，2020年完工。

## 主要相交道路
- 西接新星路

西段：
- 北：青林渡路、南：环城西路
- 北：双东路、南：翠柏路
- 育才路
- 文教路
- 北：姚江东路、南：永丰北路
- 姚江大桥，跨越姚江
- 北：大闸北路、南：大闸路
- 清河路
- 北：下江路、南：湖西路
- 北：倪家堰路、南：湖东路

东段：
- 人民路
- 中兴北路
- 中官新路
- 梅竹路
- 大庆北路、怡西街
- 华业街
- 北：东昌路、南：世纪大道
- 东接风华路